# Гегемоне (спутник)
Гегемоне (от др.-греч. Ἡγεμόνη) — естественный спутник Юпитера, известен также как Юпитер XXXIX.

## Открытие
Был обнаружен группой астрономов из Гавайского университета под руководством Скотта Шеппарда 8 февраля 2003 года и получил временное обозначение S/2003 J 8. 30 марта 2005 года Международный астрономический союз присваивает спутнику официальное название Гегемоне, имя одной из харит в древнегреческой мифологии.

## Орбита
Оборот вокруг Юпитера совершает в среднем на расстоянии 23 947 000 км за 739 дней, 14 часов и 24 минуты. Ретроградная орбита с эксцентриситетом 0,3276 имеет наклон 153° к эклиптике (151° к экватору). Входит в группу Пасифе.

## Физические характеристики
Диаметр Гегемоне составляет около 3 км. Плотность оценивается 2,6 г/см³. Предположительно состоит из силикатных пород. Поверхность очень тёмная, альбедо составляет 0,04. Звёздная величина равна 22,9m.